# Rohrmeisterei Schwerte

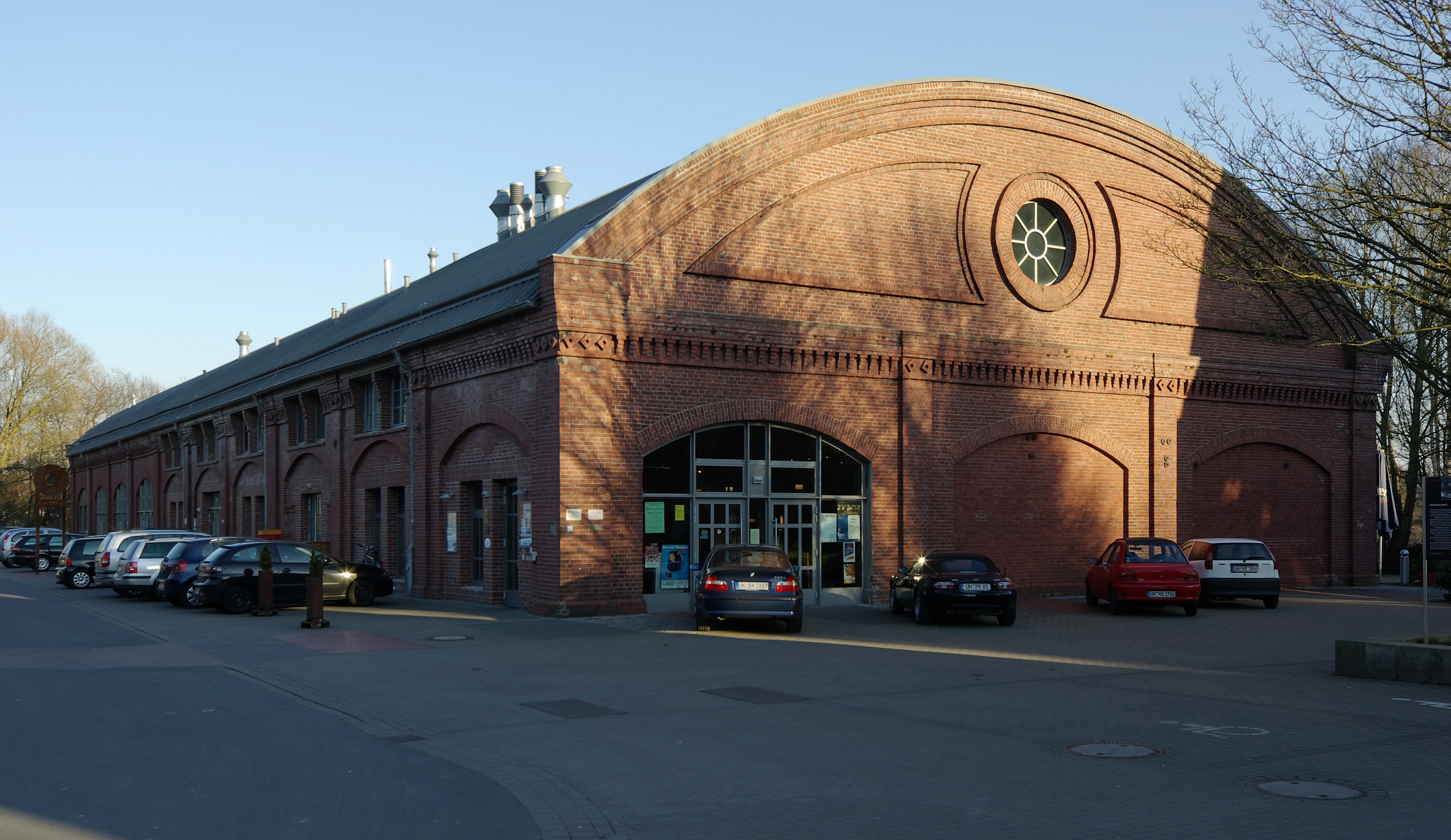
Die Rohrmeisterei Schwerte

Die Rohrmeisterei Schwerte ist eine ehemalige Pumpstation zur Trinkwasserversorgung und ein heutiges Kulturzentrum in Schwerte an der Ruhr. Die Rohrmeisterei ist Spielort der Extraschicht und Teil der Route der Industriekultur.

## Geschichte
Nachdem während der Industrialisierung sich die Einwohnerzahl der Großstadt Dortmund und der damals eigenständigen Stadt Hörde in kurzer Zeit vervielfacht hatte, entstanden Engpässe in der Versorgung der Bevölkerung und Industriebetriebe mit Trink- und Brauchwasser. Die Dortmunder Stadtwerke und das Kreiswasserwerk Hörde legten im Ruhrtal bei Schwerte Trinkwasserbrunnen an. Das dort reichlich vorhandene Wasser musste aber über den Ardeykamm gepumpt werden, um der Dortmunder Bevölkerung zur Verfügung zu stehen.
Nachdem ein erstes Wasserwerk in Villigst errichtet worden war, erwarb 1889 das Wasserwerk Hörde ein Grundstück in Schwerte. Schon 1890 wurde hier die Pumpstation in Betrieb genommen. Die Pumpstation erhielt zwei offene Wasserbassins und das Trinkwasser wurde durch horizontale Kiesfiltration gewonnen. Ab 1908 nahm eine dritte Pumpstation in Hengsen den Betrieb auf.
Bereits 1924 wurde die Pumpstation Schwerte aufgrund mangelnder Wirtschaftlichkeit wieder stillgelegt. Die Maschinen wurden entfernt und die Halle durch die Dortmunder Stadtwerke einer neuen Nutzung zugeführt.
1976 gaben die Dortmunder Stadtwerke die Nutzung auf. Die Stadt Schwerte mietete das Gebäude und es wurde für die Gewerbeausstellung
„Schwerter Frühling“ und als Werkstatt- und Abstellgebäude für die kommunale Jugendarbeit genutzt.
1990 kaufte die Stadt Schwerte die Rohrmeisterei zur Errichtung eines Bürger- und Kulturzentrums.

## Gebäude

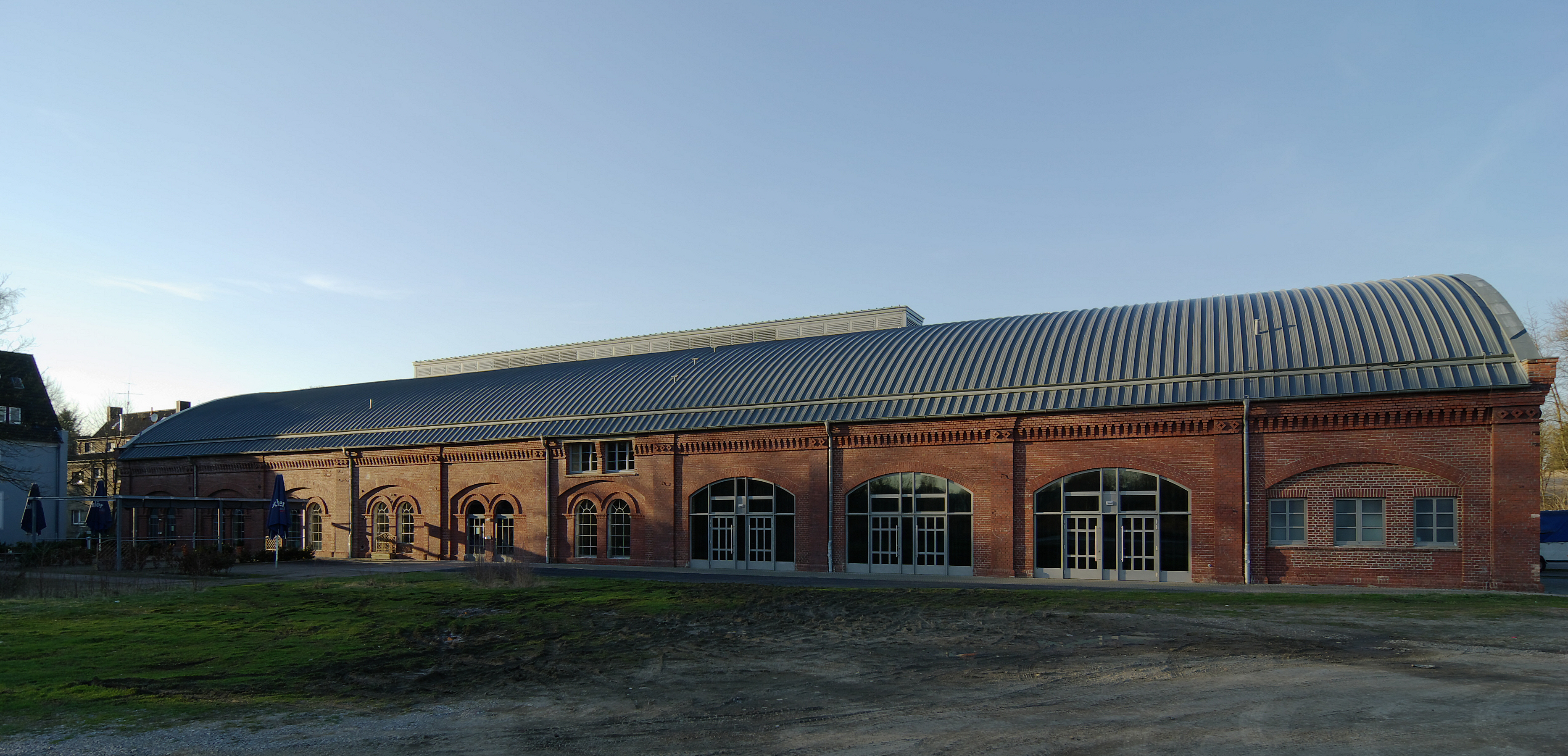
Südwestfassade

Das im ersten Bauabschnitt 1890 errichtete Gebäude war eine siebenjochige Halle. 1896 wurde die Halle um drei weitere Joche erweitert. Die Halle hat nun eine Größe von 70,24 Metern in der Länge und 24,32 Metern in der Breite bei einer maximalen Höhe von 11,45 Metern.
Das Gebäude ist als rotes Ziegelbauwerk errichtet. Die gemauerten Rundbögen, die gusseisernen Sprossenfenster und das Tonnendach mit Stahlfachwerk stehen seit dem 19. September 1990 unter Denkmalschutz.

## Heutige Nutzung
Heute wird die Rohrmeisterei als Kultur- und Bürgerzentrum genutzt. Um das Gebäude dauerhaft zu sichern, hat sich die Bürgerstiftung Rohrmeisterei Schwerte gegründet, die es sich zur Aufgabe gemacht hat, das Gebäude ohne öffentliche Subventionen als Kulturzentrum zu betreiben.
Die Rohrmeisterei ist Spielort der Extraschicht und Leseort des Literaturfestivals Mord am Hellweg.
Auch die Schwerter Senfmühle, eine der letzten deutschen Senfmühlen, hat ihre Produktionsstätte in der Rohrmeisterei.